# Serianus arboricola
Serianus arboricola är en spindeldjursart som först beskrevs av Chamberlin 1923.  Serianus arboricola ingår i släktet Serianus och familjen Garypinidae. Inga underarter finns listade i Catalogue of Life.